# Christoph Tepperberg
Christoph Tepperberg (* 31. Mai 1952 in Oberwart) ist ein österreichischer Historiker. Er war Direktor des Kriegsarchivs in Wien.

## Leben
Tepperberg wurde 1952 als Sohn des evangelischen Pfarrers Kurt Tepperberg im Burgenland geboren. Sein älterer Bruder ist der Staatsarchivar Joachim Tepperberg. Nach dem Besuch des Bundesrealgymnasiums und des (evangelischen musisch-pädagogischen) Realgymnasiums Oberschützen leistete er Präsenzdienst beim österreichischen Bundesheer. Ab 1971 studierte er Geschichte, Alte Geschichte, Philosophie, Judaistik und Völkerkunde an der Universität Wien. Von 1974 bis 1977 absolvierte er den 54. Ausbildungskurs am Institut für Österreichische Geschichtsforschung in Wien (Staatsprüfung 1977; Prüfungsarbeit über das Lehrbuch Herzog Albrechts III.). 1978 wurde er bei Herwig Wolfram mit der Dissertation Die Herren von Puchheim im Mittelalter. Beiträge zur Geschichte des landsässigen Adels von Niederösterreich zum Dr. phil. promoviert.
1977 wurde er Mitarbeiter des Forschungsprojekts „Germania Judaica“ an der Hebräischen Universität Jerusalem. 1979 kam er als Vertragsbediensteter an die Abteilung Haus-, Hof- und Staatsarchiv des Österreichischen Staatsarchivs in Wien. Dort recherchierte er zum Spätmittelalter und zur frühen Neuzeit. 1980 wechselte er in die Abteilung Kriegsarchiv. 1982 absolvierte er die Grundausbildung an der Verwaltungsakademie des Bundes. 1983 wurde er Leiter des Referats Personalakten und EDV-Beauftragter des Kriegsarchivs. Von 1996 bis 2001 war er Leiter der Bestandsgruppe Personalevidenzen. 1997 wurde er Hofrat und erhielt 2000 (nachträglich) den Titel Master of Advanced Studies for Historical Research and Archival Science (MAS). Von 2001 bis zu seiner Pensionierung 2019 war er Direktor des Kriegsarchivs.
Er ist Mitglied der Commission Autrichienne d’Histoire Militaire (seit 2003 Generalsekretär des Comité des Archives Militaires). Außerdem ist er Mitglied des Instituts für Österreichkunde, des Evangelischen Museumsvereins, der Heraldisch-Genealogischen Gesellschaft „Adler“, des Museumsvereins Oberschützen, des Vereins für Geschichte der Stadt Wien, des Vereins für Wissenschaftskunde, des Vereins für Landeskunde von Niederösterreich und des Verbands Österreichischer Archivarinnen und Archivare.
Tepperberg veröffentlichte mehrere Beiträge im Österreichischen Biographischen Lexikon 1815–1950. Außerdem ist er Redakteur und Lektor der jüdischen Kulturzeitschrift David.
Er ist Träger des Goldenen Ehrenzeichens für Verdienste um das Österreichische Schwarze Kreuz – Kriegsgräberfürsorge.
Tepperberg ist verheiratet und Vater von zwei Kindern.

## Schriften (Auswahl)
- Die Kämpfe um den Grazer Schlossberg 1809 (= Militärhistorische Schriftenreihe. H. 58). ÖBV, Bundesverlag, Wien 1987, ISBN 3-215-06416-2.
- (Hrsg. mit Jolán Szijj): Von der Revolution zur Reaktion. Quellen zur Militärgeschichte der ungarischen Revolution 1848–49. Böhlau, Wien u. a. 2005, ISBN 3-205-77549-X.